# Церква Костянтина і Олени (Таганрог)
Церква Костянтина і Олени (рос. Церковь во имя Святых царя Константина и матери его царицы Елены [Греческая]) — зникла пам'ятка архітектури раннього класицизму, що розташовувався на Грецькій вулиці міста Таганрог з 1782 по 1938 роки.
Після знесення церкви на її місці зведено п'ятиповерховий багатоквартирний будинок (№ 54).

## Історія
В останній чверті XVIII століття Таганрог масово заселявся греками. У зв'язку з цим виникла потреба в їх духовній опіці. Оскільки новоспечені таганрожці грецького походження здебільшого не знали російської, на їх прохання в 1770-х роках з Константинополя прислали грецького ієромонаха Герасима (Белута), якому дозволили здійснювати служби в церкві Архангела Михаїла грецькою мовою по черзі з російськими священиками. У 1782 році в місті для грецького населення побудовано дерев'яну церкву.
13 березня 1782 року храм освячений єпископом Зарнатським Неофітом, який проживав у Таганрозі.
1855 року під час Кримської війни, при появі на Таганрозькому рейді англійської ескадри, храм незначно постраждав.

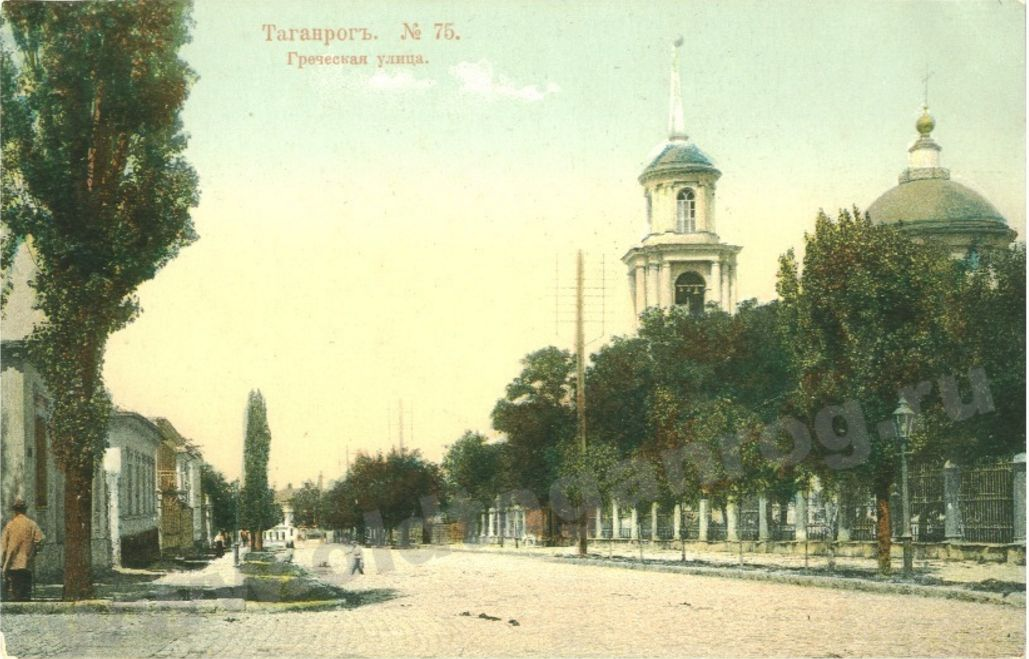
Церковь Святых царей Константина и Елены. XIX століття

За роки радянської влади з церкви вилучили багато цінностей: срібні ризи з іконами, срібні лампади, сімнадцять діамантів, шість алмазів, один смарагд та ін. Проте радянська влада вважала церкву іноземною й залишила її недоторканною. Знявши дзвони в інших храмах, тут їх не чіпали. Але 16 червня 1938 року церкву закрили.
16 вересня 1938 року її почали розбирати.
1956 року на її місці побудували багатоповерховий житловий будинок.